# Istiodactylus
Genre
Espèces de rang inférieur
- †I. sinensis, Andres & Ji, 2006
- †I. latidens, Seeley, 1901, espèce type

Istiodactylus est un genre fossile de ptérosaures vivant au Crétacé inférieur en Angleterre. Selon Paleobiology Database en 2024, ce genre Istiodactylus a deux espèces, l'espèce type Istiodactylus latidens et Istiodactylus sinensis.

## Historique
Le genre Istiodactylus est décrit en 2001 par les paléontologues Howse, Milner & Martill,.

### Fossiles
Selon Paleobiology Database en 2024, ce genre Istiodactylus a six collections référencées de fossiles. Ces six collections sont du Barrémien du Crétacé inférieur, c'est-à-dire datent de 129,4 à 125 Ma avant notre ère.

### Répartition
Ces six collections du crétacé inférieur, se répartissent en cinq collections en Angleterre et une en Chine.

#### Habitat
Ce ptérosaure vivait sur l'île de Wight, au large de la côte du Sud de l'Angleterre. Il vivait plutôt près des rivières ou près des ruisseaux que vers la mer Téthys avec un climat chaud et sec.

### Espèce type
L'espèce type est †I. latidens, Seeley, 1901.

#### Changement de nom
À l'origine le reptile volant appelé Ornithodesmus latidens est celui d'un dinosaure. Après un diagnostic de ptérosaure, il est renommé Istiodactylus latidens en 2003 par Unwin.

### Étymologie

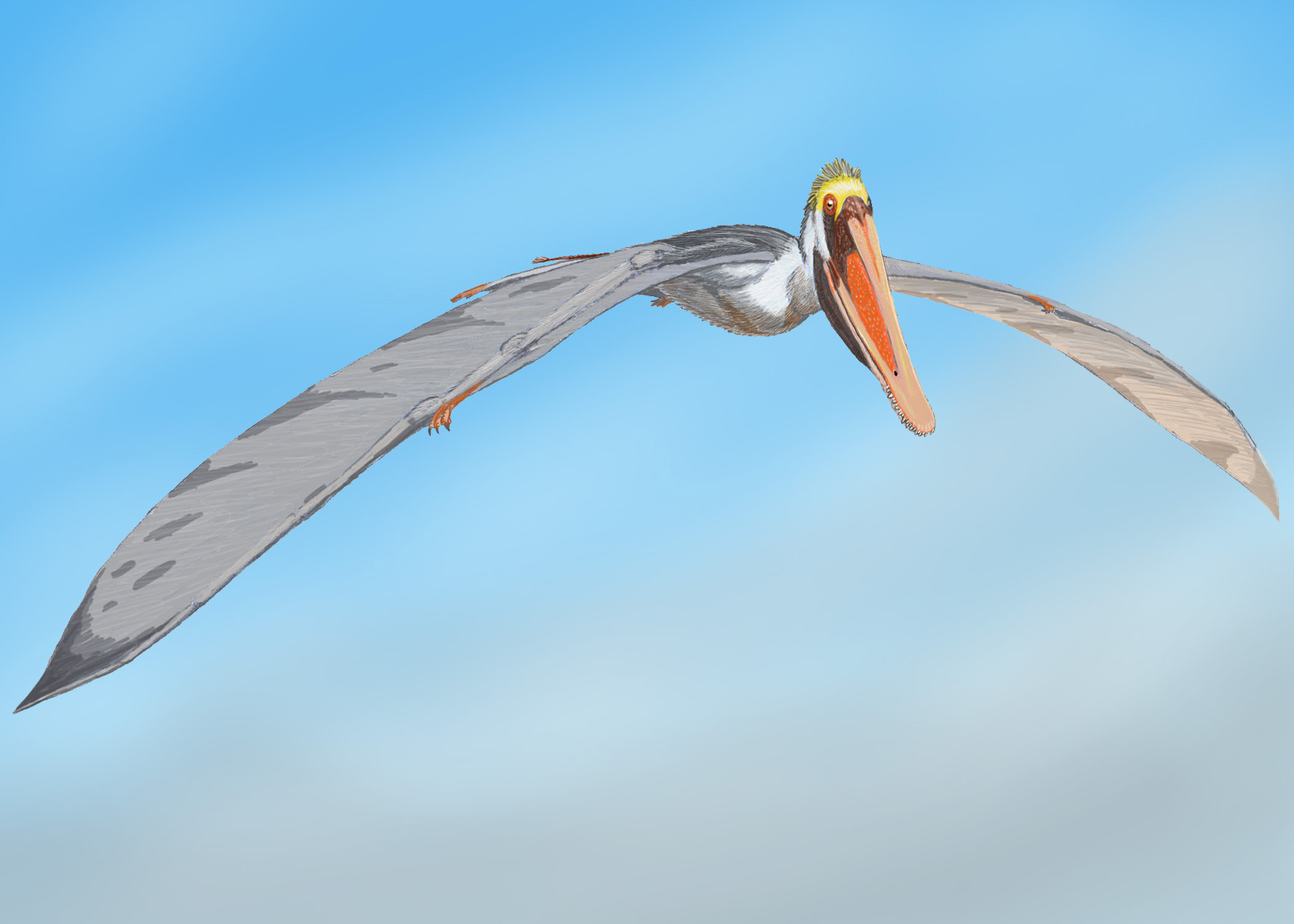
Restauration artistique d'un individu volant.

Le nom de genre Istiodactylus signifie « dent large ».

## Liste des espèces
Selon Paleobiology Database en 2024, ce genre Istiodactylus a deux seules espèces :
- †I. sinensis, Andres & Ji, 2006
- †I. latidens, Seeley, 1901, espèce type[2].

## Description

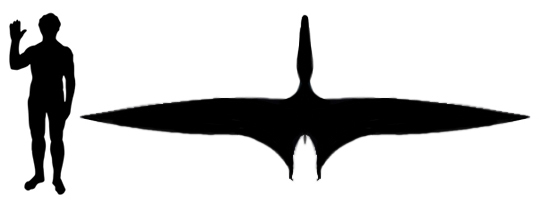
Taille approximative de I. latidens par rapport à un humain.

Ce ptérosaure mesurait 1,5 m de long 1,3 m de haut, approchait les 40 kg et avait une envergure d'environ 5 mètres. Il fait partie de ces nombreux ptérodactyles ayant un bec ressemblant à celui des canards rattaché au crâne par des ponts osseux étroits le rendant léger. Ses mâchoires, garnies de dents pointues et courtes et efficace, lui permettaient d'attraper des poissons et de manger de la viande. Son crâne avoisinait les 45 cm de long, ce qui était relativement court pour un ptérosaure. Certaines des vertèbres ont fusionné en notarium, comme pour les autres ptérosaures. Les membres supérieurs des istiodactylidés étaient grands, jusqu'à 4 fois plus long que leurs jambes.

## Alimentation
Istiodactylus se nourrissait de poissons dans les rivières. Peut-être se nourrissait-il également de charognes, grâce à ses dents solides.

### Publication originale
- [2001] (en) S. C. B. Howse, A. R. Milner et D. M. Martill, « Pterosaurs », Dinosaurs from the Isle of Wight, The Palaeontological Association, London, vol. 10,‎ 2001, p. 324-335.